# Crucianella hirta
Crucianella hirta är en måreväxtart som beskrevs av Auguste Nicolas Pomel. Crucianella hirta ingår i släktet Crucianella och familjen måreväxter. Inga underarter finns listade i Catalogue of Life.